# 윌리스 유진 램
윌리스 유진 램 주니어(Willis Eugene Lamb Jr., 1913년 7월 12일~2008년 5월 15일)는 미국의 물리학자이다. 1955년 노벨 물리학상 수상자로, 수소 스펙트럼의 미세 구조의 발견을 통해 전자의 전자기적 특성을 정확하게 측정한 공으로 폴리카프 쿠시와 공동 수상하였다.(램 이동 참조)
그는 캘리포니아주의 로스앤젤레스에서 출생하여 로스앤젤레스 고등학교를 졸업했다. 1934년에 그는 캘리포니아 대학교 버클리에 입학했다. 그는 로버트 오펜하이머의 지시에 따라 수정을 이용한 중성자의 산개에 대한 이론적 연구로 1938년에 박사 학위를 받았다. 당시 컴퓨터를 이용한 계산 기술이 매우 제한적이었기에 이 연구는 뫼스바워 효과를 놓치고 지나치고 말았다. 19년 뒤 루돌프 뫼스바워가 이 사실을 알아냈다.
그는 1956년부터 1962년까지 옥스퍼드 대학교 물리학과의 위컴 교수(위컴의 윌리엄을 기려 지어진 옥스퍼드 대학교의 교수 직명)였으며, 예일 대학교, 컬럼비아 대학교, 스탠퍼드 대학교, 애리조나 대학교에서도 강연을 했다.
그는 1939년에 첫 번째 결혼을 했고, 1996년에 재혼했다. 이혼 후 2008년에 세 번째 결혼을 했다.
그는 2008년 5월 15일에 94세의 나이로 생을 마감했다.